# Eriq Ebouaney

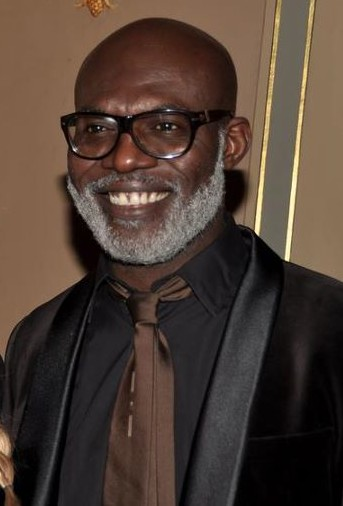
Eriq Ebouaney (2012)

Eriq Ebouaney (* 3. Oktober 1967 in Angers, Frankreich) ist ein französischer Schauspieler.

## Leben
Eriq Ebouaney wurde als Sohn kamerunischer Einwanderer in Angers geboren. Er studierte Wirtschaft und begann erst im Alter von 30 Jahren sich auf seine Schauspielkarriere zu konzentrieren. Er spielte Theater und debütierte dabei parallel in der 1996 erschienenen und von Cédric Klapisch inszenierten Komödie … und jeder sucht sein Kätzchen in einer kleinen Nebenrolle. Nach mehreren kleinen Rollen als Statist und namenloser Nebendarsteller konnte sich Ebouaney über die Zeit etablieren und spielte in international bekannten Filmen wie Königreich der Himmel, Hitman – Jeder stirbt alleine und Transporter 3 mit.

## Filmografie (Auswahl)
- 1996: … und jeder sucht sein Kätzchen (Chacun cherche son chat)
- 1997: Der siebte Himmel (Le septième ciel)
- 1999: Ein Sommer auf dem Lande (Les enfants du marais)
- 2000: Lumumba
- 2001: Meine Frau, die Schauspielerin (Ma femme est une actrice)
- 2002: Femme Fatal
- 2003: Die Könige aus dem Morgenland (Los reyes magos)
- 2004: Die purpurnen Flüsse 2 – Die Engel der Apokalypse (Les rivières pourpres II – Les anges de l’apocalypse)
- 2005: Königreich der Himmel (Kingdom of Heaven)
- 2006: Es begab sich aber zu der Zeit … (The Nativity Story)
- 2006: The Trail (La piste)
- 2007: Hitman – Jeder stirbt alleine (Hitman)
- 2008: 35 Rum (35 rhums)
- 2008: Ca$h
- 2008: Schande (Disgrace)
- 2008: Transporter 3
- 2008: 35 Rum
- 2009: Die Horde (La Horde)
- 2009: Durst (Bak-Jwi)
- 2009–2011: Julie Lescaut (Fernsehserie, 3 Folgen)
- 2010: 600 Kilo pures Gold! (600 kilos d’or pur)
- 2011: Black Gold
- 2014: 3 Days to Kill
- 2014: Falco
- 2015: Nur wir drei gemeinsam (Nous trois ou rien)
- 2016: Bastille Day
- 2017: Riviera (Fernsehserie, 1 Folge)
- 2018: Belleville Cop (Le flic de Belleville)
- 2019: Domino – A Story of Revenge (Domino)
- 2020: Erde und Blut (La terre et le sang)
- 2020: Banden von Marseille (Bronx)
- 2023–2024: The Walking Dead: Daryl Dixon (Fernsehserie)